# Santiago Omar Riveros
Pour les articles homonymes, voir Riveros.
Santiago Omar Riveros, né le 4 août 1923 à Villa Dolores  (Córdoba) et mort le 24 mai 2024 à Buenos Aires, est un général argentin, condamné le 12 août 2009 pour crimes contre l'humanité.
Omar Riveros continue à justifier les violations des droits de l'homme commis durant la « guerre sale », en affirmant avoir affaire à des « terroristes » . Condamné pour la disparition forcée d'un jeune militant de 15 ans, il est aussi cité à comparaître, en octobre-novembre 2009, aux côtés du général Reynaldo Bignone, chef de la junte, dans le procès concernant le centre clandestin de détention Campo de Mayo, inculpés de la disparition forcée de 56 personnes,. En avril 2010, il est condamné dans cette affaire, avec Bignone, à 25 ans de prison dans un centre pénitentiaire de droit commun.

## Biographie

### Chef du centre de détention de Campo de Mayo
Santiago Omar Riveros était sous la dictature militaire (1976-1983) commandant en chef du IVe Corps de l'Armée, basé à Buenos Aires et qui avait sous son autorité l'ensemble du Grand Buenos Aires. Il eut sous ses ordres plusieurs centres clandestins de détention, dont El Campito et l'hôpital militaire de Campo de Mayo, utilisé pour organiser le vol des bébés des détenues-desaparecidas, lesquels étaient ensuite donnés à des policiers ou à des militaires. On estime que 5 000 desaparecidos sont passés par El Campito .

### Transition démocratique: condamnation et amnistie

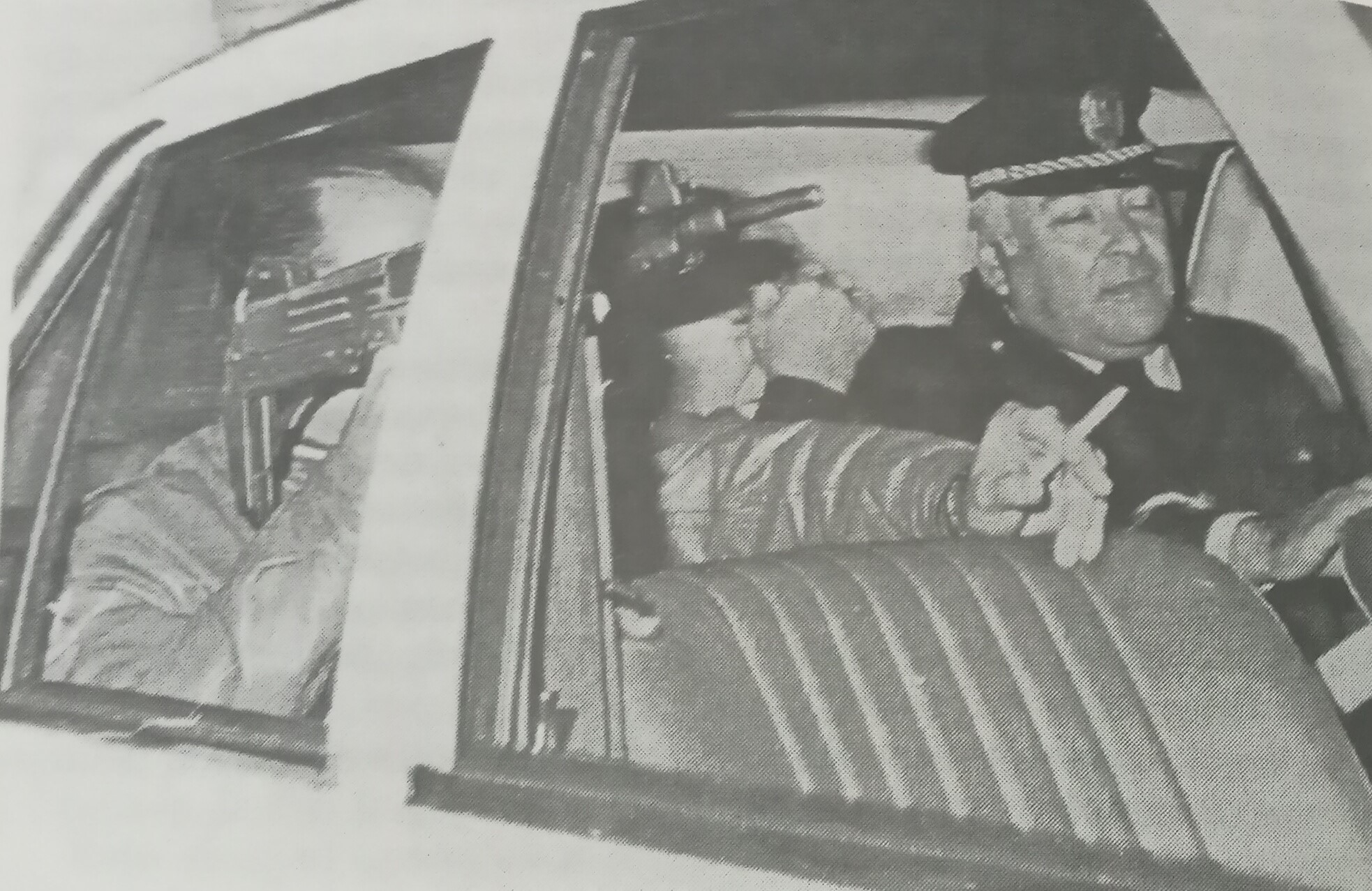
Santiago Omar Riveros (au centre), en garde à vue, quittant le palais de justice de San Isidro en 1985.

Jugé coupable de crimes contre l'humanité lors du Procès à la junte de 1985, il fut ensuite amnistié en 1989 par le président Carlos Menem. Il fut aussi jugé par contumace en Italie, et condamné, en dernière instance, par la cour d'assises de Rome, en décembre 2000, avec Carlos Guillermo Suárez Masón, à la prison perpétuelle avec confinement solitaire pendant un an et six mois, pour la disparition forcée et l'assassinat de trois ressortissants italiens,.

### Années 2000: nouveau procès et condamnation
En 2006, Omar Riveros a été inculpé de nouveau dans des affaires concernant l'opération Condor, tandis que la justice argentine considérait que son amnistie était inconstitutionnelle, sentence confirmée par la Cour suprême le 13 juillet 2006, qui déclara inconstitutionnelle les deux lois d'amnistie (Punto Final et Obediencia Debida) ,.
Omar Riveros a par la suite été le premier condamné, le 12 août 2009, dans le « méga-procès de Campito » , pour la disparition forcée de Floreal Avellaneda, un militant de la Jeunesse communiste âgé de 15 ans, enlevé le 15 avril 1976 (peu de temps après le coup d'Etat de mars 1976) puis torturé dans le commissariat de Villa Martelli et ensuite à Campo de Mayo, et de celle de sa mère, Iris Peyrera. On retrouva en mai 1976 le corps de l'adolescent sur les côtes de l'Uruguay, avec des signes visibles de torture, ayant été probablement victime d'un « vol de la mort » . Sa mère est restée détenue-disparue pendant trois ans avant d'être relâchée. Ce cas avait déjà été répertorié lors du Procès à la Junte de 1985.
Les magistrats Lucila Larrandart, Martha Milloc et Héctor Sagretti, du Tribunal pénal fédéral de San Martín, l'ont condamné pour crimes de privation illégale de la liberté aggravée par la violence, d'enlèvement, de vol, de tortures aggravées en raison de la persécution de prisonniers politiques, d'homicide aggravé et de dissimulation de son corps. Il fut condamné à une peine de prison perpétuelle à purger dans le Service pénitentiaire fédéral.
Quatre autres militaires et un policier ont été jugés avec lui, condamnés à des peines allant de 8 à 25 ans. Il s'agit des généraux Fernando Verplaetsen, chef des services de l'intelligence à Campo de Mayo (25 ans de prison), et Jorge Osvaldo García, alors directeur de l'École d'Infanterie et responsable du commissariat Villa Martelli (18 ans de prison), ainsi que ses subordonnés, les capitaines César Fragni et Raúl Harsich (8 ans de prison), et l'ex-policier Alberto Anetoont, membre du « groupe de travail » ayant séquestré les victimes (14 ans de prison).
Les magistrats ont considéré que la disparition forcée de Floreal Avellaneda et de sa mère constituait un crime contre l'humanité, conformément aux recommandations du Secrétaire de la nation pour les droits de l'homme, mais n'ont pas considéré qu'elles prenaient part dans le cadre d'un génocide, ce que réclamaient la Ligue argentine des droits de l'homme et l'ONG Justicia Ya! .
Le 5 juillet 2012, il est condamné dans l'affaire du vol de bébés d'opposantes détenues à 20 ans de prison.
Il meurt en captivité le 24 mai 2024 dans sa 101e année.

## Source originale partielle
- (es) Cet article est partiellement ou en totalité issu de l’article de Wikipédia en espagnol intitulé « Santiago Omar Riveros » (voir la liste des auteurs).